# 鳥居清朗
鳥居 清朗（とりい きよあき、生没年不詳）とは、江戸時代にいたとされる浮世絵師。

## 来歴
初代鳥居清信の門人で作画期は享保の頃とされるが、『浮世絵師伝』は「諸書に初代清信門人として、此の名を伝へたれども、恐らくは清朝の『朝』を『朗』と誤りたるものならむ」と述べている。関東大震災で失われた美術品を記録する『罹災美術品目録』には、浅草区小林亮一の項に「鳥居清朗遊女図」とある。